# Callistephus chinensis
Callistephus es un género monotípico de plantas con flores perteneciente a familia  Asteraceae, el género incluye solamente una especie, Callistephus chinensis.

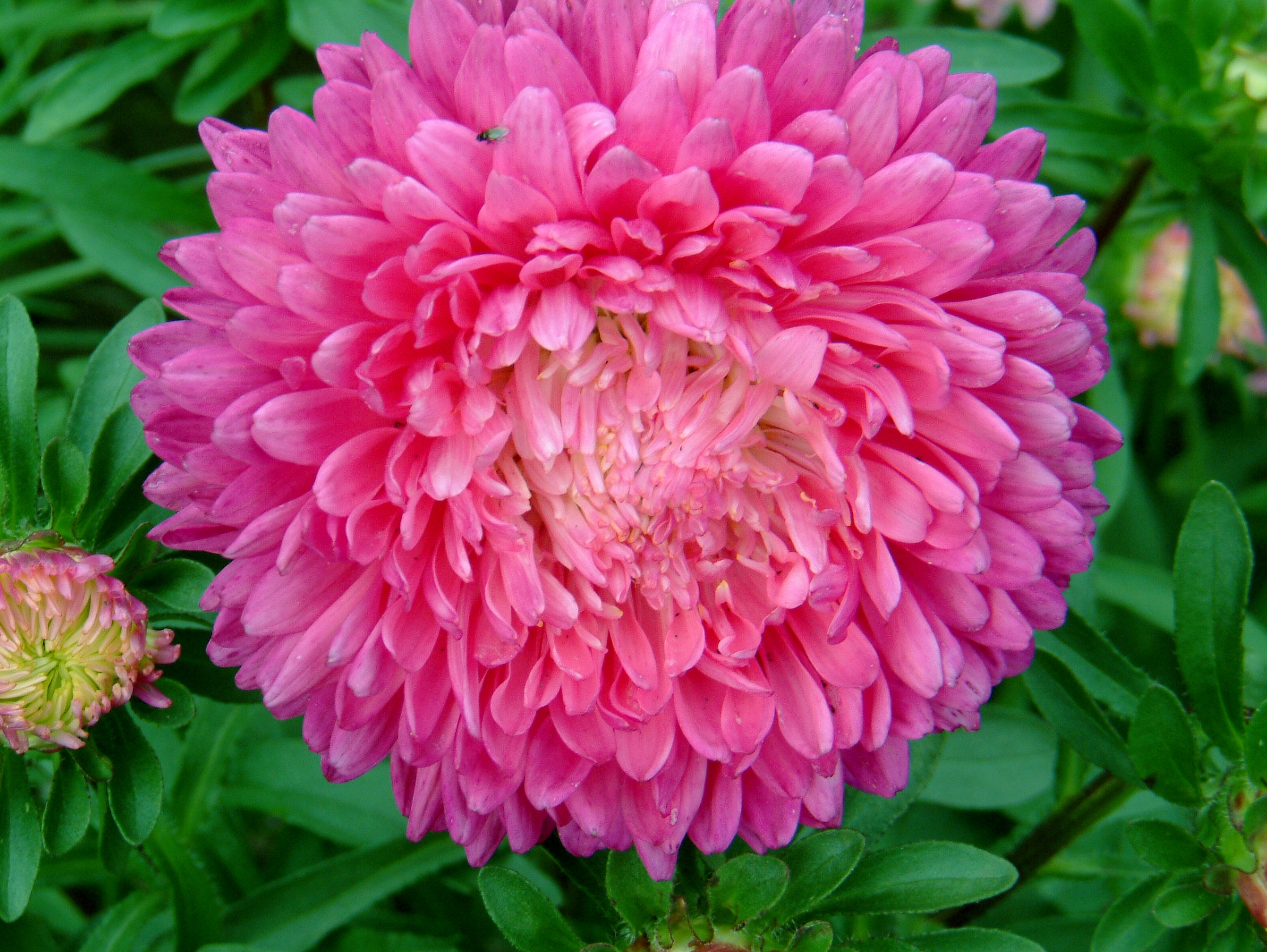
Detalle de la flor

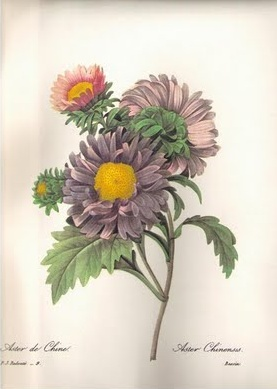
Ilustración

## Descripción
Es una planta anual nativa de China, alcanzando 20-80 cm de altura, con tallos ramificados. Las hojas son alternas de 4-8 cm de longitud, avadas y fuertemente dentadas. Las  inflorescencias son variables con un florete o anillo exterior de rayos florales rodeando un disco central floral, los rayos florales son de color blanco a púrpura, los discos usualmente de color amarillo.
Es una popular planta ornamental de jardín que se cultiva en diversos tamaños desde 20 cm a 80 cm de altura. En Japón es muy importante en la industria de la floricultura.

## Taxonomía
El género fue descrito por (L.) Nees y publicado en Genera et Species Asterearum 222–223. 1832.
Sinonimia
- Amellus speciosus Gaterau
- Aster chinensis L.
- Aster lacinians Borbás
- Aster regalis Salisb.
- Asteriscodes chinense (L.) Kuntze
- Brachyactis chinensis (L.) Bureau & Franch.
- Callistemma chinensis (L.) Skeels
- Callistemma hortense Cass.
- Callistephus hortensis (Cass.) Cass.
- Callistephus lacinians Borbás
- Diplopappus chinensis (L.) Less.[3]

## Nombres comunes
- estrellas, extrañas, flor extraña, reina Margarita[4]
- aster de China